# Новоселівська сільська рада (Полтавський район)
Новосе́лівська сільська́ ра́да — колишній орган місцевого самоврядування у Полтавському районі Полтавської області з центром у селі Новоселівка.

## Населені пункти
Сільраді були підпорядковані населені пункти:
- c. Новоселівка
- с. Брунівка
- с. Вільховий Ріг
- с. Крюкове
- с. Пасківка
- с. Терентіївка